# Острувкі (Великопольське воєводство)
Острувкі (пол. Ostrówki, нім. Bismarcksruhm) — село в Польщі, у гміні Будзинь Ходзезького повіту Великопольського воєводства.
Населення — 246 осіб (2011).
У 1975-1998 роках село належало до Пільського воєводства.

## Демографія
Демографічна структура станом на 31 березня 2011 року:
|          | Загалом | Допрацездатний вік | Працездатний вік | Постпрацездатний вік |
| -------- | ------- | ------------------ | ---------------- | -------------------- |
| Чоловіки | 123     | 27                 | 92               | 4                    |
| Жінки    | 123     | 35                 | 65               | 23                   |
| Разом    | 246     | 62                 | 157              | 27                   |